# Dominique Valera
Pour les articles homonymes, voir Valera.
Dominique Valera (né le 18 juin 1947 à Lyon) est un karatéka et pratiquant de full-contact français, 10e dan de karaté et 9e degré de full-contact. Il est considéré comme une « légende » du karaté français. Il fut conseiller pour le cinéma et a côtoyé des acteurs comme Alain Delon ou Jean-Paul Belmondo.

## Biographie
Dominique Valera est l'un des sportifs français les plus médaillés. C'est l'un des plus fameux combattants du début du karaté en France (aux côtés de Francis Didier ou Guy Sauvin). Il fut 18 fois champion de France de karaté, 10 fois champion d'Europe, champion du monde par équipe en 1970, ainsi que champion d'Europe de full-contact et inventeur, pour l'Europe, d'un balayage qu'il nomme "taïsabaki".
Il est expert fédéral et plus haut gradé de karaté de sa génération (10e Dan).
En 2013, il lance sa première série de DVD sportifs sous le nom de VALERA TRAINING, dont le premier volet propose de se former aux passages de grades de karaté contact.
Il fait partie de la promotion 2022 des personnes obtenant le titre de gloire du sport.
Dominique Valera s'est fait connaitre très brièvement au cinéma aux côtés d'Alain Delon, Michel Serrault ou Johnny Hallyday. Beaucoup d'acteurs ont eu recours à ses conseils afin de se préparer pour des scènes de combat et Dominique Valera est devenu une référence en la matière dès le début des années 1980. Jean-Paul Belmondo dit de lui que Valera est à la vie ce que lui-même est à l'écran. Un homme seul capable d'affronter plusieurs adversaires.

### Karaté
Issu d'une famille d'immigrés espagnols, Dominique Valera commence le karaté shotokan en 1960, après avoir fait six ans de judo.
Champion du monde par équipes, il n'est jamais devenu champion du monde en individuels à la suite d'une disqualification due à une altercation avec un arbitre aux championnats du monde de karaté 1975 à Long Beach, en Californie. L'affaire fait alors couler bien plus d'encre que de sang, et le champion en subit des conséquences immédiates : exclu de la fédération française présidée par Jacques Delcourt, il n'a pu la réintégrer que bien plus tard[Quand ?], quand son ami Francis Didier en est devenu le président et a intégré le karaté contact comme nouvelle section.
Cinq ans auparavant, il remporte l'une des deux premières médailles de bronze individuelles mises en jeu durant des championnats du monde de karaté en terminant troisième ex aequo avec l'Américain Tonny Tullener au terme de l'épreuve d'ippon masculin des championnats du monde de karaté 1970 à Tokyo, au Japon.

### Full-contact
À la suite de l'incident de Long Beach, il rencontre son ami Bill Wallace, champion du monde de karaté professionnel, l'ancêtre de la boxe américaine et fait une formation intensive à cette nouvelle discipline révolutionnaire. Il participe à une compétition dans ce style aux États-Unis et fait une forte impression. Dominique est alors pionnier dans le full-contact en Europe et le diffuse sur le Vieux Continent. La plupart de ses coéquipiers de l'équipe de 1972 championne du monde de karaté traditionnel intègrent le full-contact, tels Petitdemange, Paschy et Renesson. Valera fait la connaissance du champion du monde des lourds en full-contact, Joe Lewis  et prend des leçons avec ce dernier.
Il est dès lors très proche de Jacky Gerbet, autre grand karatéka et président d'origine de la Fédération française de full-contact créée à Lyon le 19 mai 1978. Celui-ci devient son sparring-partner et son entraîneur officiel, durant les années 1970, lors de la phase de développement du full-contact.

### Karate-contact
Entre 1975 et 1978, Dominique Valera lance le karaté-contact, mais la discipline ne prend pas et est mise de côté durant quelque temps.
Quelques années plus tard, son ami Francis Didier est nommé président de la fédération française de Karaté. Il croit en cette discipline et décide de lui donner une seconde chance. Le karaté-contact reprend la direction des tatamis. Il diffère du karaté traditionnel en autorisant notamment le contact sous diverses formes, et une reconnaissance des grades obtenus dans d'autres disciplines.

### Service militaire
Dominique Valera effectue son service militaire dans le 6e RPIMA (Parachutistes) de Mont de Marsan (Landes) de 1966 à 1967.

### Dans les médias
Dominique Valera a joué dans plusieurs films français et une chanson du chanteur Burt Blanca lui a été dédiée. Dans la chanson Hasta La Vista de MC Solaar, son nom est cité dans le deuxième couplet.

## Palmarès sportif
Total Karaté et Full Contact de 701 combats dont 17 défaites et 10 nuls.

### Karaté
- 1966
  -  Champion de France
  -  Champion d'Europe par équipes
- 1968 :  Champion d'Europe par équipes
- 1969
  -  Champion de France
  - Vainqueur du Grand Tournoi des États-Unis, première compétition avec KO au corps autorisé
  -  Champion d'Europe
  -  Champion d'Europe par équipes
- 1970
  -  Champion de France
  -  Champion d'Europe
  -  Champion d'Europe par équipes
  -  Médaille de bronze en ippon masculin aux championnats du monde de karaté 1970 à Tokyo, au Japon.
  -  Médaille d'or en kumite masculin par équipes aux championnats du monde de karaté 1972 à Paris, Coubertin.
- 1971 :  Champion d'Europe
- 1972
  -  Champion de France lourds et open
  -  Champion d'Europe
- 1973 :  Champion de France lourds et open
- 1975 :  Champion de France lourds et open

### Full-contact
- 18 combats professionnels de full-contact : 14 victoires, 4 défaites
- 1976 : Champion d'Europe
- 1977 : Champion d'Europe
- 1978 :  Vice-champion du Monde en mi-lourd
- 1979 : Champion d'Europe
- 1980 : Champion d'Europe
- 1981 :  Vice-champion du Monde en mi-lourd[10]

## Filmographie
- 1985 : Série noire (série télévisée) : épisode L'Ennemi public no 2 d'Édouard Niermans : Vialat
- 1985 : Parole de flic de José Pinheiro : Brice
- 1986 : Twist again à Moscou de Jean-Marie Poiré : un Caucasien
- 1987 : Terminus de Pierre-William Glenn : le commandant
- 1988 : Ne réveillez pas un flic qui dort de José Pinheiro : Valles
- 1989 : Piège infernal de Richard Martin (mini série télévisée) : Brouillard
- 1991 : Les Hordes de Jean-Claude Missiaen (mini série télévisée) : Karl Teufels
- 1993 : Red Shoe Diaries (série télévisée) : épisode In the Blink of an Eye de Rafael Eisenman : Sonny
- 2000 : Ainsi soit-il de Gérard Blain : l'inspecteur